# Римський кліматичний оптимум
Римський кліматичний оптимум — короткий відрізок суббореального періоду, що охоплює час з початку правління Октавіана до приблизно 400 р. від Р.Х.. М'який клімат сприяв процвітанню великих імперій. Саме на цей період припадає максимальне розширення Римської імперії.
Клімат Європи потеплішав в порівнянні з попереднім періодом на 1-2 ° C. Клімат був, ймовірно, спекотним, але не сухим. Температура приблизно відповідала сучасній, а на північ від Альп була навіть вище сучасної. У Північній Африці та на Близькому Сході панував вологіший клімат.
Кліматичним маркером служить поширення теплолюбного представника клопових Heterogaster urticae, який під час римського оптимуму був виявлений навіть на території Йорка. Температура для цього періоду реконструюється поки з великою обережністю.
Відступ альпійського льодовика поліпшив прохідність альпійських перевалів і дозволив римлянам завоювати Галію, Нижню і Верхню Німеччину, Рецію і Норик, які були включені до складу імперії. Починаючи з 280 р. від Р. Х. у Німеччині та Британії починається культивація винограду і вина.
У Північній Європі зростає чисельність населення, у зв'язку з чим готи, гепіди і вандали у 2-3 ст. починають рухатися на південь у пошуках нових земель для проживання. Спочатку вони проникають на територію Карпат і України.
За римським оптимумом розпочався кліматичний песимум раннього Середньовіччя. Нове потепління в Північній півкулі розпочалось кілька століть потому, під час середньовічного кліматичного оптимуму.